# Кутабад
Кутабад (перс. كوت آباد) — село в Ірані, у дегестані Есфандан, у Центральному бахші, шахрестані Коміджан остану Марказі. За даними перепису 2006 року, його населення становило 357 осіб, що проживали у складі 82 сімей.

## Клімат
Середня річна температура становить 11,91 °C, середня максимальна – 31,43 °C, а середня мінімальна – -11,50 °C. Середня річна кількість опадів – 270 мм.
| Клімат поселення                              | Клімат поселення | Клімат поселення | Клімат поселення | Клімат поселення | Клімат поселення | Клімат поселення | Клімат поселення | Клімат поселення | Клімат поселення | Клімат поселення | Клімат поселення | Клімат поселення | Клімат поселення |
| Показник                                      | Січ.             | Лют.             | Бер.             | Квіт.            | Трав.            | Черв.            | Лип.             | Серп.            | Вер.             | Жовт.            | Лист.            | Груд.            |                  |
| Середній максимум, °C                         | 7,36             | 9,53             | 14,37            | 19,96            | 24,45            | 31,20            | 31,43            | 30,35            | 25,92            | 20,60            | 13,72            | 7,70             |                  |
| Середня температура, °C                       | −2,07            | 0,11             | 4,94             | 10,51            | 15,02            | 21,76            | 25,25            | 24,18            | 19,74            | 14,42            | 7,55             | 1,51             |                  |
| Середній мінімум, °C                          | −11,5            | −9,32            | −4,5             | 1,08             | 5,60             | 12,33            | 19,07            | 17,99            | 13,54            | 8,24             | 1,36             | −4,66            |                  |
| Норма опадів, мм                              | 39               | 35               | 48               | 37               | 34               | 6                | 1                | 1                | 0                | 9                | 23               | 37               |                  |
| Середньомісячна швидкість вітру, м/с          | 1.81             | 1.96             | 3.03             | 3.12             | 2.67             | 2.50             | 2.52             | 2.44             | 2.21             | 2.18             | 1.98             | 1.31             |                  |
| Середньомісячна сонячна радіація, кДж/м²·день | 8923             | 12130            | 14619            | 18098            | 22191            | 26840            | 25936            | 23922            | 20795            | 15269            | 10846            | 8886             |                  |
| --------------------------------------------- | ---------------- | ---------------- | ---------------- | ---------------- | ---------------- | ---------------- | ---------------- | ---------------- | ---------------- | ---------------- | ---------------- | ---------------- | ---------------- |
| Джерело:                                      |                  |                  |                  |                  |                  |                  |                  |                  |                  |                  |                  |                  |                  |